# Maracambuco
Maracambuco é um grupo de Maracatu Nação de Olinda.
Fundado em 9 de junho de 1993, o grupo tem sede no bairro de Peixinhos e conta com cerca de 100 integrantes. Além das apresentações e desfiles, o grupo oferece oficinas de percussão e dança gratuitas para a comunidade. Além disso, promove anualmente o Festival Multicultural Folclore na Vila.
Recebeu em 2013 a Ordem do Mérito Cultural do Ministério da Cultura e o Troféu Cabeça de Galo .